# Ерик Абидал
Ерик Силван Абидал (фр. Éric Sylvain Abidal; Лион, 11. септембар 1979) је бивши француски фудбалски репрезентативац пореклом са Мартиника.

## Каријера
Фудбал је почео да тренира у родном Лиону, у екипи Лион душера у чијем је подмлатку наступао. У сениорској конкуренције је дебитовао у Првој лиги Француске 16. септембра 2000. у дресу Монака. Након тога је 2002. године прешао у Лил где му је тренер био Клод Пуел, који га је тренирао и у Монаку. Крајем 2004. је прешао у Олимпик Лион са којим је три сезоне за редом освојио титулу првака Француске. Свој први гол у дресу Олимпик Лиона постигао је 17. јануара 2007. у полуфиналу Лига купа против Ле Мана.
Касније те године, 30. јуна је прешао у Барселону уз обештећење од 15 милиона евра. Претходно је запретио да ће одбијати да тренира уколико му управа Олимпик Лиона не одобри прелазак у Барселону. Са новим клубом је потписао четворогодишњи уговор. Изабрао је да на дресу носи број 22, јер је број 20, који је до тада увек носио у клубовима у којима је играо, припадао Деку. Абидал је пропустио утакмицу финала Лиге шампиона 2008/09. против Манчестер јунајтеда због црвеног картона који је зарадио у другом мечу полуфинала против Челси. Исте сезоне је пропустио и финале Купа краља против Атлетик Билбаа, због црвеног картона који је добио против Виљареала. Први гол у дресу Барселоне је постигао 5. јануара 2011. на Сан Мамесу у Купа краља против Атлетик Билбаа.
Фудбалски клуб Барселона је 15. марта 2011. на свом званичном сајту објавила да је Абидалу дијагностикован тумор на јетри. Оперисан је 18. марта. Претходно су фудбалери Реал Мадрида и Олимпик Лиона након своје утакмице Лиге шампиона обукли мајице са порукама подршке Абидалу.

## Репрезентација
У дресу репрезентације Француске је дебитовао 18. августа 2004. Играо је на Светском првенству 2006. као први избор на позицији левог бека. Провео је на терену сваки минут овог првенства, сем утакмице групне фазе против репрезентације Тогоа, коју је пропустио због суспензије. На овом првенству француска је стигла до финала у којем је поражена од Италије након извођења једанаестераца. Абидал је био изабран да изведе једанаестерац у трећој серији и био је успешан. Учествовао је и на Европском првенству 2008. где је у последњој утакмици такмичења по групама против Италије, која је била одлучујућа за пласман у други круг, скривио пенал и добио црвени картон у првом полувремену. Италија је ову утакмицу добила са 2-0, те се Француска са овог првенства вратила након групне фазе. Такође је био учесник и Светског првенства 2010.

## Трофеји

### Олимпик Лион
- Првенство (3): 2005, 2006 и 2007.
- Суперкуп (3): 2005, 2006 и 2007.

### Барселона
- Првенство (2): 2009. и 2010.
- Куп (1): 2009.
- Суперкуп (2): 2009. и 2010.
- УЕФА Лига шампиона (1): 2009.
- УЕФА суперкуп (1): 2009.
- Светско клупско првенство (1): 2009.